# Nichtbeistands-Klausel
Die Nichtbeistands-Klausel (auch No-Bailout-Klausel) bezeichnet eine fundamentale Klausel der Europäischen Wirtschafts- und Währungsunion (EWWU), die in Art. 125 AEU-Vertrag festgelegt ist und die Haftung der Europäischen Union sowie aller EU-Mitgliedstaaten für Verbindlichkeiten einzelner Mitgliedstaaten ausschließt. 

## Allgemeines
Als Teil des Vertrags von Maastricht wurde die Nichtbeistands-Klausel als Art. 104b in den Vertrag zur Gründung der Europäischen Gemeinschaft (EG-Vertrag) aufgenommen. Im Laufe verschiedener Vertragsreformen wurde die Klausel durch den Vertrag von Amsterdam zunächst in Art. 103 EG-Vertrag und schließlich durch den Vertrag von Lissabon in Art. 125 AEUV übertragen, der Wortlaut blieb jedoch weitgehend erhalten. Durch die Ergänzung des Vertrags von Lissabon um einen 3. Absatz zu Art. 136, der die Schaffung eines Europäischen Stabilitätsmechanismus (ESM) ermöglicht, wurde die Nichtbeistands-Klausel eingeschränkt.
Die Nichtbeistands-Klausel war konzipiert worden, um EU-Mitgliedstaaten zur Haushaltsdisziplin zu bewegen. Sie sollten nicht darauf hoffen können, bei unsolider Haushaltsführung später durch andere Mitgliedstaaten unterstützt zu werden (siehe auch Moralisches Risiko). Die Klausel ergänzt die im Stabilitäts- und Wachstumspakt festgeschriebenen Verschuldungsgrenzen, die ebenfalls eine unsolide Haushaltsführung verhindern sollen. Andererseits wird kritisiert, dass der Nichtbeistand bei einem Notfall nur schwer durchsetzbar sein würde, weil die politischen und wirtschaftlichen Kosten der Alternativen noch höher sein könnten (siehe auch Systemrelevanz).
Die Nichtbeistands-Klausel ist keine Erfindung der EU. Der erste Wirtschaftsraum, der sich einer Nichtbeistands-Klausel bediente, waren die USA. US-Finanzminister Alexander Hamilton ging 1790 noch davon aus, dass die Zentralregierung der USA hinter der Kreditwürdigkeit der Bundesstaaten stehe. Die heute noch in den USA geltende No-Bailout-Klausel stammt aus dem Jahre 1842, als überschuldete Bundesstaaten erfolglos die Zentralregierung um finanzielle Hilfe baten, diese aber nicht eingriff. Als Folge wurden 12 Bundesstaaten zahlungsunfähig.

## Entstehung
Im Vorfeld des Vertrags von Maastricht forderten die wirtschaftlich schwächeren Länder, insbesondere Spanien, aber auch Portugal, Griechenland und Irland unter Berufung auf die im EG-Vertrag vorgesehene Kohäsion einen Finanzausgleich zwischen den Mitgliedstaaten. Dieser sollte zu den bereits existierenden EG-Strukturfonds (wie den Europäischen Fonds für regionale Entwicklung) hinzutreten und es den wirtschaftlich schwächeren Ländern ermöglichen, die EU-Konvergenzkriterien zu erfüllen und gegenüber den reicheren Ländern an Wettbewerbsfähigkeit zu gewinnen. Vor allem Deutschland, aber auch Frankreich drängte auf eine Regelung, die die Mitgliedstaaten zu finanzpolitischer Eigenverantwortung zwingen sollte. Sie sollte verhindern, dass einzelne Staaten auf Kosten anderer über ihre Verhältnisse leben beziehungsweise eine großzügigere Finanzpolitik (= Haushaltspolitik) betreiben könnten.
Im Verlauf der Konferenz setzten sich die deutschen Verhandlungsführer mit ihrer Forderung durch. So wurde im Vertragsentwurf der luxemburgischen Ratspräsidentschaft im Juni 1991 die sogenannte Nichtbeistands-Klausel in Art. 104b eingeführt. In der Schlussphase der Verhandlungen forderte Spanien, wenigstens für die Zeit nach dem Inkrafttreten des Vertrags von Maastricht eine Neuausrichtung der Kohäsionsmittel ins Auge zu fassen. Tatsächlich wurde 1994 der Kohäsionsfonds eingerichtet, der vor allem Umwelt- und Infrastrukturprojekte in wirtschaftsschwachen EU-Staaten bezahlt beziehungsweise bezuschusst. Der Kohäsionsfonds macht einen deutlich geringeren Anteil am europäischen Bruttoinlandsprodukts aus als etwa der Länderfinanzausgleich am deutschen.
Unklar war, ob die im luxemburgischen Vertragsentwurf enthaltene Nichtbeistandsklausel auch eine freiwillige Übernahme fremder Schulden ausschließen würde. So befürchtete das deutsche Bundesministerium für Finanzen (BMF), dass verschiedene Interpretationen bezüglich gemeinsamer Vorhaben der verschiedenen Mitgliedstaaten und einer freiwilligen Schuldenübernahme möglich seien. Aus diesem Grund forderte Deutschland, das sich für eine möglichst restriktive Klausel einsetzte, das Wort haften durch das Wort eintreten zu ersetzen. Im Einzelnen erklärte das Bundesfinanzministerium (BMF-Zeichen M/VIIC2/326.3): „Es geht nicht nur um eine (eher formale) Haftung, sondern um das Verbot eines obligatorischen oder freiwilligen finanziellen Beistandes bei einer unsoliden Haushaltspolitik, deshalb nicht haften sondern eintreten... .  Um Grauzonen zu vermeiden, sollten Garantien für gemeinsame Wirtschaftsvorhaben nicht ausgenommen werden. Deshalb plädieren wir für Streichung des letzten Satzes.“ Deutschland konnte sich mit dieser Position nur teilweise durchsetzen.
Im weiteren Verlauf der Regierungskonferenz wurde dem Artikel 104b zudem ein zweiter Absatz beigefügt, der neuen Interpretationsraum schuf: Demnach sollte der Rat der Europäischen Union die in dem Artikel vorgesehenen Verbote nach dem Beschlussverfahren gemäß Art. 189c EG-Vertrag (d. h. durch qualifizierte Mehrheit nach Anhörung des Europäischen Parlaments) konkretisieren. In dieser Version wurde der Vertrag schließlich unterzeichnet und der entsprechende Artikel bis heute inhaltlich nicht geändert.
| Luxemburgischer Vertragsentwurf 1991 (Art. 104 Abs. 1 Ziffer b EG-Vertrag) | Änderungsvorschlag des BMF (M/VIIC2/326.5) | Maastrichter Vertrag 1992 (Art. 104b EG-Vertrag) | Lissabonner Vertrag 2009 (Art. 125 AEU-Vertrag) |
| --- | --- | --- | --- |
| Die Gemeinschaft haftet nicht für die Verpflichtungen der Regierungen, Gebietskörperschaften oder sonstigen öffentlichen Stellen der Mitgliedstaaten; dies gilt unbeschadet der gegenseitigen finanziellen Garantien für die gemeinsame Durchführung eines bestimmten Wirtschaftsvorhabens. Die Mitgliedstaaten haften nicht für die Verpflichtungen der Regierungen, Gebietskörperschaften oder sonstigen öffentlichen Stellen eines anderen Mitgliedstaates; dies gilt unbeschadet der gegenseitigen finanziellen Garantien für die gemeinsame Durchführung eines bestimmten Wirtschaftsvorhabens. | Weder die Gemeinschaft noch ein Mitgliedstaat treten für die Verpflichtungen der Regierungen, Gebietskörperschaften oder sonstigen öffentlichen Stellen eines Mitgliedstaats ein. | (1) Die Gemeinschaft haftet nicht für die Verbindlichkeiten der Zentralregierungen, der regionalen oder lokalen Gebietskörperschaften oder anderen öffentlich-rechtlichen Körperschaften, sonstiger Einrichtungen des öffentlichen Rechts oder öffentlicher Unternehmen von Mitgliedstaaten und tritt nicht für derartige Verbindlichkeiten ein; dies gilt unbeschadet der gegenseitigen finanziellen Garantien für die gemeinsame Durchführung eines bestimmten Vorhabens. Ein Mitgliedstaat haftet nicht für die Verbindlichkeiten der Zentralregierungen, der regionalen oder lokalen Gebietskörperschaften oder anderen öffentlich-rechtlichen Körperschaften, sonstiger Einrichtungen des öffentlichen Rechts oder öffentlicher Unternehmen eines anderen Mitgliedstaats und tritt nicht für derartige Verbindlichkeiten ein; dies gilt unbeschadet der gegenseitigen finanziellen Garantien für die gemeinsame Durchführung eines bestimmten Vorhabens. | (1) Die Union haftet nicht für die Verbindlichkeiten der Zentralregierungen, der regionalen oder lokalen Gebietskörperschaften oder anderen öffentlich-rechtlichen Körperschaften, sonstiger Einrichtungen des öffentlichen Rechts oder öffentlicher Unternehmen von Mitgliedstaaten und tritt nicht für derartige Verbindlichkeiten ein; dies gilt unbeschadet der gegenseitigen finanziellen Garantien für die gemeinsame Durchführung eines bestimmten Vorhabens. Ein Mitgliedstaat haftet nicht für die Verbindlichkeiten der Zentralregierungen, der regionalen oder lokalen Gebietskörperschaften oder anderen öffentlich-rechtlichen Körperschaften, sonstiger Einrichtungen des öffentlichen Rechts oder öffentlicher Unternehmen eines anderen Mitgliedstaats und tritt nicht für derartige Verbindlichkeiten ein; dies gilt unbeschadet der gegenseitigen finanziellen Garantien für die gemeinsame Durchführung eines bestimmten Vorhabens. |
| | | (2) Der Rat kann erforderlichenfalls nach dem Verfahren des Artikels 189c Definitionen für die Anwendung der in Artikel 104 und in diesem Artikel vorgesehenen Verbote näher bestimmen. | (2) Der Rat kann erforderlichenfalls auf Vorschlag der Kommission und nach Anhörung des Europäischen Parlaments die Definitionen für die Anwendung der in den Artikeln 123 und 124 sowie in diesem Artikel vorgesehenen Verbote näher bestimmen. |

## Funktion
Gemäß Art. 122 und Art. 143 AEU-Vertrag kann der Rat der EU in bestimmten Notsituationen finanzielle Hilfsmaßnahmen für einzelne Mitgliedstaaten beschließen. Mit der Nichtbeistands-Klausel wird deutlich gemacht, dass dies nicht bei einem Staatsbankrott gilt.
Damit wird leichtfertigen Staatsverschuldungen auf Kosten anderer Mitglieder vorgebeugt. Die Nichtbeistandsklausel ergänzt den Stabilitäts- und Wachstumspakt (Art. 126 AEU-Vertrag), der  Höchstgrenzen für die Verschuldung von Mitgliedstaaten festlegt. Um den Kauf von öffentlichen Schuldpapieren durch die Europäische Zentralbank und eine daraus folgende mögliche Inflation und Abwertung der gemeinsamen Währung Euro zu vermeiden, verbietet Art. 123 AEU-Vertrag den unmittelbaren Erwerb von Schuldtiteln der Mitgliedstaaten durch die Europäische Zentralbank.
Die Nichtbeistands-Klausel soll außerdem Anwärter für die EWWU anregen, den Beitritt sorgfältig zu bedenken. Mit dem Wegfall der nationalen Geldpolitik können die Staaten ihre Schulden nicht mehr durch Seigniorage und Währungspolitik kompensieren. Während bis in die 1980er Jahre viele EU-Mitgliedstaaten ihre fiskal- und wirtschaftspolitische Haushaltssituation immer wieder durch Inflation und Abwertung sanieren konnten, entfällt diese Möglichkeit mit der Währungsunion, sodass (bei Ausschluss eines Bailouts durch die wirtschaftlich stabileren Länder) die einzige Möglichkeit zur Schuldenminderung und Vermeidung des Staatsbankrotts in einer einschneidenden Sparpolitik liegt. Für Länder, die sich ihrer zukünftigen Finanzsituation nicht sicher sind, sollte es daher ratsamer sein, der Währungsunion nicht beizutreten.

## Kritik
Sowohl vor als auch nach der offiziellen Einführung des Euro als gemeinsame Währung wurde Kritik an der Nichtbeistands-Klausel geübt. Hierbei lassen sich im Wesentlichen zwei Argumentationslinien unterscheiden:
- Nach der einen Ansicht ist die Nichtbeistandsklausel nicht streng genug formuliert, sodass sie im Zweifel nicht durchsetzbar sein könnte.
- Von anderer Seite wird die Klausel selbst als wenig funktional und potenziell schädlich für die Wirtschaft der Eurozone angesehen.

### Fehlende Durchsetzung
Die Gefahr, dass der Nichtbeistands-Klausel aufgrund zu großer Interpretationsspielräume nicht genügend Achtung erwiesen werden könnte, wird unter anderem mit den verhältnismäßig weit gefassten Formulierungen zum Solidaritätsprinzip im AEU-Vertrag begründet. So kann ein Mitgliedstaat nach Art. 122 etwa bei Naturkatastrophen und anderen „außergewöhnlichen Ereignissen, die sich seiner Kontrolle entziehen“, auf Beschluss des Rats der EU finanzielle Hilfen aus dem EU-Haushalt erhalten, was als Risikoabsicherung gegen einen Staatsbankrott ausgelegt werden könnte.
Durch diese unzureichende Akzeptanz bestehe die Gefahr eines Moral Hazard. Dabei überschulden sich einige Staaten der EWWU, da sie sich dessen bewusst sind, dass ihnen im Zweifel die anderen Mitgliedstaaten beispringen würden. Teilen die Kreditgeber diese Ansicht, so sind auch diese geneigt, bereits hochgradig verschuldete Länder weiterhin zu finanzieren, da das Ausfallrisiko durch die anderen Mitgliedstaaten und die EU selbst gedeckt ist. Die Nichtbeistandsklausel sei also nicht glaubwürdig genug, um auf den europäischen Finanzmärkten, die mit dem Euro handeln, Staaten mit hohen Schulden zu disziplinieren.

### Fehlende Funktionalität
Dass überhaupt davon ausgegangen wird, dass Mitgliedstaaten in einer Krisensituation dazu bereit sein könnten, für die Schulden anderer Staaten einzustehen, wird in dem Problem des Too Big to Fail gesehen: Da die Folgen eines Staatsbankrotts in der EWWU für alle anderen Mitgliedsländer ebenfalls verheerend wären, müssten diese notfalls aus eigenem Interesse einspringen.
Einige Autoren wie Dirk Meyer haben den Versuch unternommen, das Szenario eines Staatsbankrotts und die Folgen für die restliche EU herzuleiten. Demnach würde der Euro als gemeinsame Währung radikal an Wert verlieren und somit die Wirtschaft des Großteils von Europa beschädigen. Zugleich würden andere Länder mit schlechter Kreditwürdigkeit einen erhöhten Risikoaufschlag zahlen müssen und Liquiditätsprobleme bekommen. Die Zinssätze würden in der gesamten Eurozone steigen. Die Nichtbeistands-Klausel sei de facto also nicht durchsetzbar, ohne einen Großteil der EU zu schädigen.
In ähnlicher Weise steht das Verbot eines direkten Aufkaufs von Staatsanleihen durch die Europäische Zentralbank nach Art. 123 AEU-Vertrag in der Kritik. Viele europäische Banken sind im Besitz staatlicher Schuldverschreibungen und könnten bei einem Staatsbankrott durch Wertverlust der Anleihen und entfallende Auszahlungen ihre Zahlungsfähigkeit in Gefahr sehen. Dies könnte wiederum dazu führen, dass Anleger ihr Vermögen von der Bank abziehen würden. Durch eine weitreichende Vernetzung der Banken wäre ein Zusammenbruch des Bankensystems zu befürchten. Dies wiederum widerspräche der Aufgabe der Europäischen Zentralbank, die nach Art. 127 Abs. 5 AEU-Vertrag zur „Stabilität des Finanzsystems“ beitragen soll.
Des Weiteren wird Kritik geäußert, dass eine konsequente Anwendung des Stabilitätspakts und der Nichtbeistandsklausel zu deflationistischen Konsequenzen führen könne. So warnte etwa der Fondsmanager George Soros während der Eurokrise davor, dass Staaten in wirtschaftlich schlechten Situationen ihre Schulden durch harte Sparmaßnahmen abzubauen versuchten und dies in der Folge zu einer weiteren Verschlechterung der Konjunktur führte. Soros’ Fonds hatten selbst Milliardenbeträge in italienische Staatsanleihen investiert.

## Griechische Finanzkrise und Europäischer Stabilisierungsmechanismus
In den Jahren 2009/2010 erlangte die Diskussion um die Nichtbeistands-Klausel im Rahmen der griechischen Finanzkrise sowie der sich daraus entwickelnden Staatsschuldenkrise im Euroraum hohe Aufmerksamkeit. Griechenland drohte ein Staatsbankrott, der in der Konsequenz für weitere Länder der EU finanzielle Nachteile beinhalten würde. Deshalb beschlossen die Staats- und Regierungschefs die Anwendung von Art. 122 Abs. 2 AEU-Vertrag, dem zufolge einem Mitgliedstaat, der „aufgrund von Naturkatastrophen oder außergewöhnlichen Ereignissen, die sich seiner Kontrolle entziehen, von Schwierigkeiten betroffen oder von gravierenden Schwierigkeiten ernstlich bedroht ist, [...]“ unter bestimmten Bedingungen finanzieller Beistand der Union gewährt werden kann.
Die Entscheidung der Anwendbarkeit des Art. 122 AEU-Vertrag hängt im Wesentlichen davon ab, in welchem Tatbestand die Gründe für die Krise in Griechenland gesehen werden können. Befürworter eines Rettungspakets argumentieren, dass das Vorgehen auf den Finanzmärkten die Situation Griechenlands erheblich geschwächt habe. Durch Marktspekulationen hätten sich die Kreditkonditionen für ein ohnehin bereits bonitätsschwaches Griechenland erheblich verschlechtert. Eine derartige Entwicklung rechtfertige die Anwendung von Art. 122 AEU-Vertrag. Gegner des Rettungspakets hingegen sehen die Gründe der Krise bei Griechenlands fehlerhafter Wirtschafts- und Finanzpolitik. Diese Ursachen entzögen sich jedoch nicht der Kontrolle des verschuldeten Landes, sodass die Nichtbeistands-Klausel anzuwenden sei.
Im Mai 2010 wurde der Europäische Stabilisierungsmechanismus beschlossen, in dem die EWWU-Mitgliedstaaten sich wechselseitig Bürgschaften in Aussicht stellen. Dieser umfasst insgesamt 750 Milliarden Euro und basiert auf einer Kombination von Krediten aus dem EU-Haushalt, wechselseitigen bilateralen Bürgschaften der einzelnen Mitgliedstaaten sowie einer Kreditlinie des IWF; Deutschland ist nach dem Stabilisierungsmechanismusgesetz mit 123 Milliarden Euro beteiligt. Zudem begann die Europäische Zentralbank Schuldpapiere der krisenbetroffenen Staaten aufzukaufen.
Die Vereinbarkeit dieser Maßnahmen mit den in Art. 123 und Art. 125 AEU-Vertrag wurde jeweils mit den dort verbrieften Interpretationsspielräumen begründet. So verbiete die Nichtbeistandsklausel nur die automatische Haftung, nicht die freiwillige Übernahme von Bürgschaften. Außerdem wurde für den Stabilisierungsmechanismus die Europäische Finanzstabilisierungsfazilität (EFSF) gegründet, die formal nicht in den EU-Rechtsrahmen eingebunden ist. Für die Europäische Zentralbank sei dem Vertragstext zufolge nur der „unmittelbare Erwerb“ von staatlichen Schuldtiteln verboten, nicht der Aufkauf solcher Papiere auf dem freien Kapitalmarkt. Dennoch wurden im Mai 2010 vor dem deutschen Bundesverfassungsgericht unter anderem von Peter Gauweiler und von einer Gruppe um Joachim Starbatty Klage gegen den Stabilisierungsmechanismus erhoben, die darin einen Bruch mit der Nichtbeistandsklausel sehen. Am 7. September 2011 wies das Bundesverfassungsgericht die Verfassungsbeschwerde  zurück.
Hinsichtlich des ESM, welcher die Nachfolgestruktur der EFSF darstellt, hat auch der Europäische Gerichtshof in seinem Urteil in der Rechtssache C-370/12 Thomas Pringle/Government of Ireland, Ireland, The Attorney General einen Verstoß gegen Art. 125 AEU-Vertrag klar verneint:

„Das Verbot für die EZB und die Zentralbanken der Mitgliedstaaten, Körperschaften und Einrichtungen der Union und der Mitgliedstaaten Überziehungs- oder andere Kreditfazilitäten zu gewähren oder unmittelbar von ihnen Schuldtitel zu erwerben, wird durch den ESM nicht umgangen. Dieses Verbot richtet sich nämlich speziell an die EZB und die Zentralbanken der Mitgliedstaaten. Wenn ein oder mehrere Mitgliedstaaten einem anderen Mitgliedstaat unmittelbar oder über den ESM finanziellen Beistand leisten, fällt dies somit nicht unter das genannte Verbot. Mit der ‚Nichtbeistandsklausel‘, nach der die Union oder ein Mitgliedstaat nicht für die Verbindlichkeiten eines anderen Mitgliedstaats eintritt und nicht für sie haftet, soll der Union und den Mitgliedstaaten nicht jede Form der finanziellen Unterstützung eines anderen Mitgliedstaats untersagt werden. Sie soll vielmehr sicherstellen, dass die Mitgliedstaaten auf eine solide Haushaltspolitik achten, indem sie gewährleistet, dass die Mitgliedstaaten bei ihrer Verschuldung der Marktlogik unterworfen bleiben. Sie verbietet es daher nicht, dass ein oder mehrere Mitgliedstaaten einem Mitgliedstaat, der für seine eigenen Verbindlichkeiten gegenüber seinen Gläubigern haftbar bleibt, eine Finanzhilfe gewähren, vorausgesetzt, die daran geknüpften Auflagen sind geeignet, ihn zu einer soliden Haushaltspolitik zu bewegen. Der ESM und die daran teilnehmenden Mitgliedstaaten haften aber nicht für die Verbindlichkeiten des Empfängermitgliedstaats einer Stabilitätshilfe und treten auch nicht im Sinne der ‚Nichtbeistandsklausel‘ für sie ein.“